# Bouchardatia cyanosperma
Bouchardatia cyanosperma là một loài thực vật có hoa trong họ Cửu lý hương. Loài này được Ridl. mô tả khoa học đầu tiên năm 1916.